# Responsabilité pénale
La responsabilité pénale consiste à répondre en justice du dommage causé par la contravention à une norme légale pénale censée protéger l'ordre public. La mise en œuvre de cette responsabilité a pour spécificité de pouvoir aboutir à un emprisonnement légal ou à une amende.
Comme toute responsabilité, le principe de responsabilité pénale connaît des causes d'atténuation ou d'exclusion ; les principales causes étant : la maladie mentale et le jeune âge.
La responsabilité pénale se caractérise généralement par une responsabilité du seul fait personnel (on ne va pas en prison pour "payer" la faute de quelqu'un d'autre).